# Sphyrospermum dissimile
Sphyrospermum dissimile là một loài thực vật có hoa trong họ Thạch nam. Loài này được (S.F. Blake) Luteyn miêu tả khoa học đầu tiên năm 1987.